# 에리크 제무르

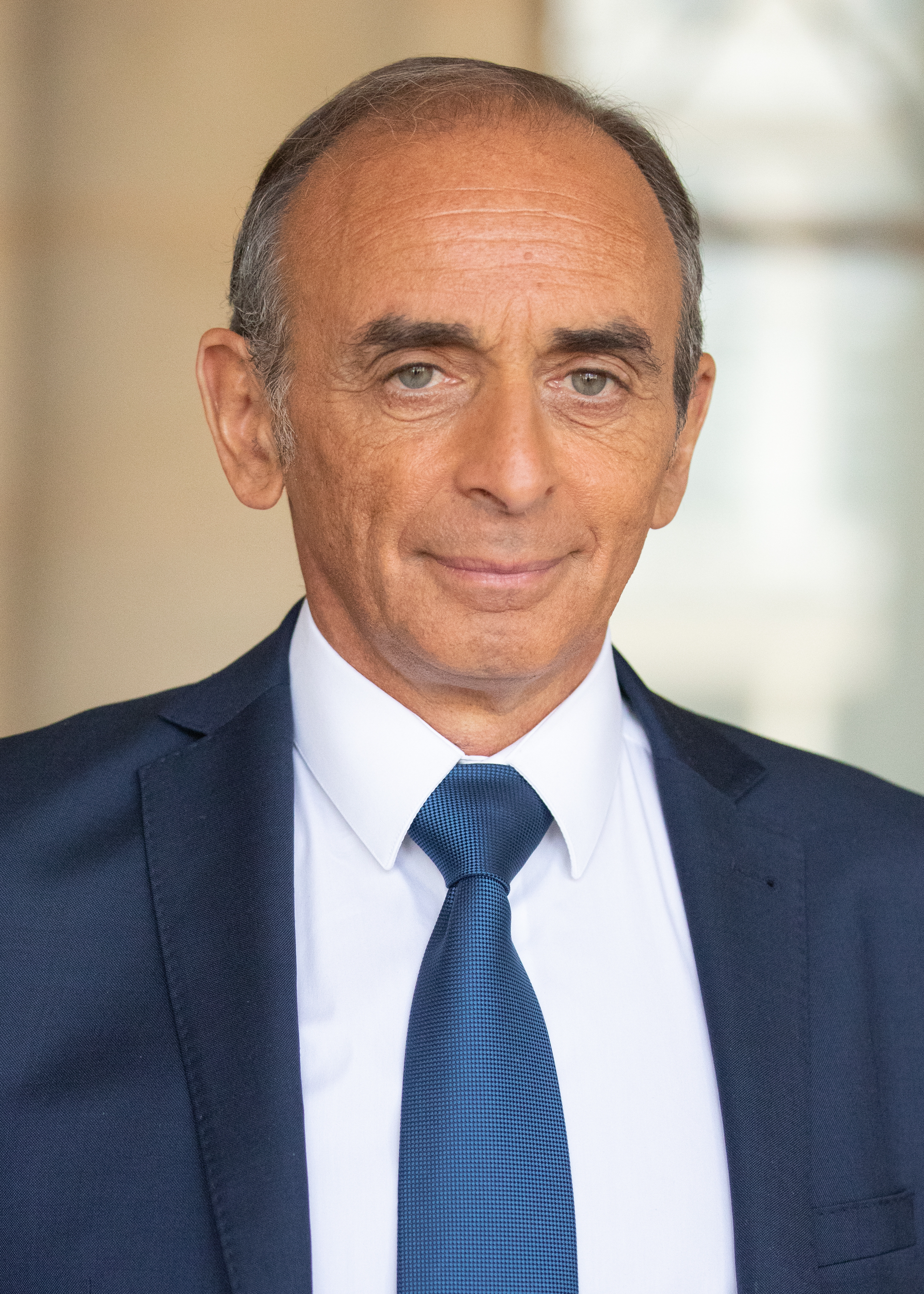
에리크 제무르 (2022년)

에리크 쥐스탱 레옹 제무르(프랑스어: Éric Justin Léon Zemmour, 1958년 8월 31일 ~ )는 프랑스의 극우 정치인, 언론인, 수필가, 작가, 시사평론가이다. 2019년부터 2021년까지 프랑스 무료 방송 뉴스 채널 C뉴스의 일간 방송 Face à l'Info의 편집자이자 패널로 활동했다. 2022년 프랑스 대통령 선거 후보이며, 2021년 자신이 창당한 정당 재정복 소속이다. 종교는 유대교이다.
몽트뢰유에서 태어난 제무르는 파리 정치 대학에서 공부했다. 1986년부터 1996년까지 르 쿼티디앙 드 파리 (Le Quotidien de Paris) 기자로 일했으며, 이후 프랑스 보수 언론 르 피가로에 합류해 2021년까지 일했다. 제무르는 프랑스 2의 On n'est pas Couche on France 2 (2006년~2011년)과 I-Télé (2003년~2014년)에 텔레비전 유명 인사로 출연했으며, 2011년부터 2021년까지는 파리 프리미에르의 주간 저녁 토크쇼인 제무르와 놀로 (Zemmour et Naulleau)에 문학 평론가 에릭 놀로와 함께 출연했다. 2010년부터 2019년까지 RTL과 병행하여 일했으며, 이브 칼비 (Yves Calvi)의 아침 뉴스 쇼에 분석가로 합류하기 전에는 일간 라디오 쇼 Z comme Zemmour를 진행했다. 한편, 제무르가 쓴 책 프랑스의 자살 (Le Suicide français)은 2014년에 500,000부 이상 판매되었다.
제무르는 프랑스의 이민과 이슬람교를 향한 논란이 많은 견해로 잘 알려져 있다. 제무르는 프랑스의 원주민 인구가 비유럽인으로 대체될 것이라고 주장하는 음모론인 "대전환"을 광범위하게 지지했다. 제무르는 2011년 인종 차별 선동과 2018년 무슬림을 향한 증오 선동으로 벌금형을 받았지만, 후자의 유죄 판결은 유럽 인권 재판소에서 검토를 기다리고 있다. 그는 2008년, 2014년(2회), 2016년, 2017년, 2019년에 걸쳐 6차례 유사한 혐의에 대해 무죄를 선고받았으며, 2015년과 2020년 판결은 항소심에서 뒤집혔다.
제무르는 2021년 11월 30일, 2022년 프랑스 대통령 선거 출마를 선언했다. 2021년 12월 5일, 제무르는 새로운 정당인 재정복 (Reconquete)을 창당했다. 조기 여론 조사에선 제무르가 2차 투표에 진출할 수 있을 것으로 나타났으며, 가디언은 이를 혜성에 비유했다. 2021년, 뉴욕 타임스에선 제무르의 견해를 "이민, 프랑스에서 이슬람의 지위, 국가 정체성을 향한 강경한 태도"로 묘사했지만, 제무르는 스스로를 드골주의자이자 보나파르트주의자라고 밝혔다. 만약 그가 대통령으로 당선된다면 프랑스 역사상 최초의 극우파 대통령, 최초의 언론인 출신 대통령, 최초의 유대인 대통령, 최초의 유대교도 대통령, 두 번째 정치신인 출신 대통령이 되며 또한 프랑스 역사상 최초로 프렉시트(Frexit, 프랑스의 유럽연합 탈퇴)를 성공적으로 단행한 대통령이 된다. 추가로 프랑스 역사상 최초로 사형제도를 부활시킨 대통령이 될 뿐만 아니라 프랑스 역사상 최초로 21세기에 사형집행을 프랑스 영토 내에서 단행한 대통령이 된다. 그러나 2022년 프랑스 대통령 선거 1차 투표에서 4위를 기록하여 낙선했다.

## 생애와 경력

### 어린 시절
제무르는 1958년, 몽트뢰유에서 태어났다. 제무르의 부모는 프랑스 시민권을 보유한 알제리 출신 베르베르계 유대인으로, 알제리 전쟁 시기에 프랑스 본토로 왔다. 제무르는 처음에는 드랑시에서, 나중에는 파리 샤토 루즈 (Château Rouge) 지역에서 자랐다. 제무르는 구급대원으로 일했던 로제 제무르와 주부 뤼세트의 아들로 태어났으며, 아버지가 자주 집에 없었기에 어머니와 할머니에게 양육되었다.

### 교육
제무르는 1979년, 파리 정치 대학을 졸업했다. 파리 정치 대학 졸업 이후, 제무르는 국립행정학교 입학에 두 번이나 실패했다.

### 사생활
제무르는 파산법을 전문으로 하는 튀니지계 유대인 변호사 밀렌 치치포르티치 (Mylène Chichportich)와 1982년에 결혼했다. 밀렌은 언론에 두각을 나타내는 모습을 보이지 않으며, 제무르의 논란성 발언을 언급하지 않는다. 제무르와 밀렌 사이에는 세 아이가 있는데, 아들 두 명과 딸 한 명이다. 2021년부터 사라 크나포 (Sarah Knafo)가 제무르의 보좌관이자 동반자로 활동하고 있다.

### 정치 기자

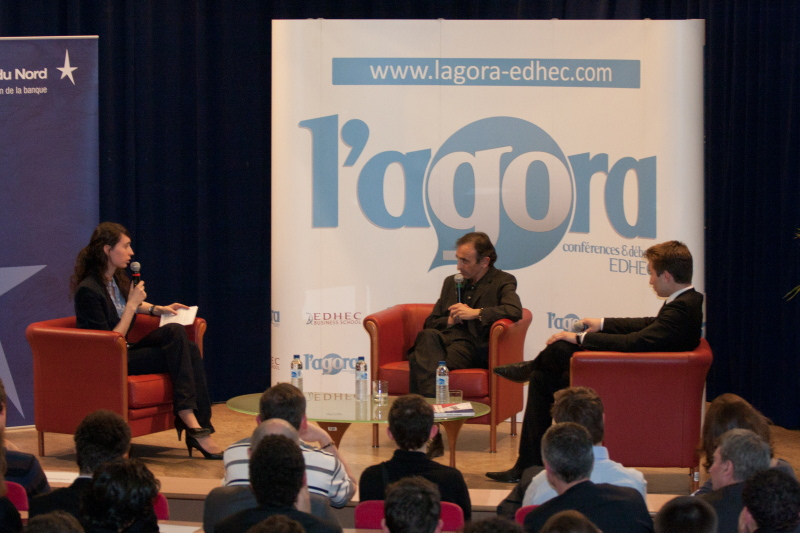
제무르, 2011년

제무르는 1986년, 필리프 테송의 편집 하에 르 쿼티디앙 드 파리의 정치 데스크에서 경력을 쌓기 시작했다. 1994년, 신문이 폐업한 후 제무르는 앵포마탱 (Info-Matin)에서 1년 동안 논설위원으로 활동했으며, 1996년, 프랑스 보수 언론 르 피가로에 정치 기자로 합류했다. 이 시기 제무르는 프랑스 뉴스 잡지 마리안 (Marianne, 1997년)과 프랑스 극우파 주간지 발뢰르 악튀엘 (Valeurs actueles, 1999년)의 프리랜서이기도 했다. 2010년, 제무르는 르 피가로의 결정에 따라 르 피가로 매거진으로 자리를 옮기게 되었다. 제무르는 2013년, 르 피가로에 상근 기자로 돌아온 뒤, 그곳에서 꾸준히 글을 써왔고, 2021년 9월에 새 책 홍보를 목적으로 휴가를 냈다. 제무르는 또한 르 스펙타클 뒤 몽드 (Le Spectacle du Monde)의 정치 칼럼니스트이기도 하다.

## 2022년 프랑스 대통령 선거 출마
2021년, 제무르는 9월 15일에 출판된 자신의 새로운 저서 프랑스는 마지막 말을 하지 않았다 (La France n'a pas dit Son dernier mot)를 홍보하려는 목적으로 프랑스 전국 순회 홍보에 참여했다. 책은 처음 4일 동안 80,000권 이상, 처음 3주 동안 165,000권 이상 판매되었다.9월 11일, 로랑 뤼키에 (Laurent Ruquier)가 진행하는 프랑스 2 On est en direct 프로그램에 게스트로 출연한 제무르는 자신의 대선 출마를 언제 발표할지 고심했다.제무르는 9월 내내 RTL, BFMTV, C뉴스, LCI에서 반복해서 이런 입장을 냈다. 9월 28일, 르 파리지앵 (Le Parisien)은 제무르가 파리 8구에 "에리크 제무르의 친구들" 협회에서 임대한 넓은 사무실 공간을 이미 보유하고 있다고 밝혔다.9월 24일, 제무르는 프랑스의 좌익 대선 후보 장뤼크 멜랑숑과 함께 380만명이 넘는 시청자를 끌어 모으며 2시간 분량의 텔레비전 토론에 참여했다. 11월 30일, 제무르는 자신이 2022년 프랑스 대통령 선거에 출마할 것이라고 선언했다.12월 5일, 제무르는 자신의 정당이 재정복(Reconquete)이라고 불릴 것이라고 밝혔다.2021년 12월 9일, 제무르는 프랑스 2에서 방영된 2022년 프랑스 대선 토론회 엘리제 2022 (Elysée 2022)에서 마크롱 정부의 경제재정부 장관 브뤼노 르메르와 논쟁을 벌였다. 제무르는 토론하는 동안 미투 운동이 "인간 박멸" 운동이라고 주장했다.

## 정치 견해

### 정치 성향
반세계화, 고립주의, 반미, 반러, 반중공 성향이 상당히 강력하게 존재한다. 유럽연합에도 부정적이고 해외의 인권 침해에 대한 인도적 개입에도 회의적이며, 자신이 대통령이 된다면 유럽연합과 북대서양조약기구 탈퇴를 위한 개헌을 단행할 것이라고 밝혔다. 원래는 친러 성향이 강한 편이었으나 블라디미르 푸틴 러시아 대통령이 2022년 러시아의 우크라이나 침공을 진짜로 선제적으로 전면 단행하여 많은 수의 민간인 사상자 발생시키고 매우 잔인한 대규모 전쟁범죄를 저질러서 러시아 연방을 상대로 한 프랑스 공화국 국내 여론이 급격하게 악화되자 푸틴과 러시아에 대한 입장을 진심으로 완전히 전면 번복하고 러시아의 우크라이나 선제군사공격을 가장 용납하지 못할 치명적인 국제법 위반이며 러시아 연방의 비참한 몰락을 초래할 것이라고 맹비난했다. 우크라이나 난민과 관련해서는 환영하되, 제한적으로만 받겠다는 입장을 밝혔다.

### 사회 문제
당연하게도 프랑스의 문화적 자유화를 이끈 68운동에도 가장 극단적으로 부정적이다. 자신이 대통령이 된다면 헌법개정을 통해서 단두대인 기요틴을 이용한 사형 제도를 정식으로 부활시키겠다고 밝혔다.

#### 프랑스 쇠퇴
자본주의와 신자유주의를 절대적으로 완고하게 반대하는데, 그 이유는 자본주의가 시장 시스템을 위해 가족과 같은 전통적인 사회구조를 통째로 완전히 파괴하기 때문이라고 했다.

#### 이민과 동화
이민에 있어서는 동화주의를 가장 극단적으로 철저하게 추구한다. 이민자 가족의 재결합 시 유전자 검사를 의무화하는 법안 개정에 찬성했다. 이슬람에 대해서는 가장 극단적으로 매우 적대적인 성향을 공격적으로 분출한다고 한다.

#### 인종 차별 문제
인종 간에 우열은 전혀 없지만, 인종은 그저 사회적 구성이 아니라 생물학적으로 진짜로 실존한다고 주장했다.

#### 여성주의
미투 운동을 인간 박멸 운동으로 간주하여 매우 적대적으로 대응한다.

### 경제 정책
자신이 대통령이 된다면 글로벌 산업대국 프랑스를 위해 일자리를 늘리고 혁신을 주도하겠다고 이미 밝힌 상태이다.

#### 세금 및 사회 공헌
자신이 대통령이 된다면 세전과 세후 봉급의 차이를 줄이고, 모든 기업의 생산세를 줄이겠다고 이미 천명한 상태이다.

#### 유로와 자유 무역 문제
자신이 대통령이 된다면 유로화를 폐기하고 프랑화로 복귀하는 개헌을 단행하겠다고 밝혔다.

### 국제 관계
프랑스 공화국은 결코 아메리카 합중국, 북대서양조약기구, 유럽연합의 신하가 진짜로 전혀 아니며, 아메리카 합중국, 중화인민공화국, 러시아 연방과 대화하면서도 경계를 항상이든 한시라도 늦추지 말아야 한다고 주장했다. 국제지정학은 고요하게 흘러가는 긴 강물이 아니기 때문에 그렇게 해야 한다고 주장했다.

## 소송 절차
"아동 이민자는 도둑들이고, 살인자, 강간범이기 때문에 되돌려보내야 한다"는 희대의 망언을 퍼부은 혐의를 받아서 법원에서 벌금 1만 유로를 선고받았다.

## 저서
저서로 <프랑스의 자살>과 <프랑스는 마지막 말을 하지 않았다>가 있다. <프랑스의 자살>은 2014년 10월에 출간된 책으로 "이민자·동성애 등의 문제로 프랑스는 자살의 길을 걷고 있다"며 그 시작은 68혁명이라고 주장했다. 이 책은 출간 3개월 만에 40만부나 팔려나가며, 소설·비소설을 통틀어 베스트셀러 3위에 벌써 올랐다.